# Liometopum scudderi
Liometopum scudderi é uma espécie de formiga do gênero Liometopum.